# WGC - Matchplay 2012
De WGC - Matchplay van 2012 werd gespeeld van 20-26 februari.
De World Golf Championships-Accenture Match Play Championship werd sinds 2009 gespeeld op Ritz-Carlton Golf Club in Marana, Arizona. Het was het eerste golftoernooi van de vier WGC toernooien die in 2012 gespeeld werden.
Van de opbrengst van het toernooi ging een deel naar liefdadige instellingen. Deze WGC-matchplay ondersteunde de Tucson Conquistadores Charities. Zij bepaalden op lokaal niveau waar het geld heen ging, veelal was dit naar jeugdprogramma's .

## Verslag
- WR = plaats op de wereldranglijst

### Woensdag 64 spelers
De partij tussen de twee Zweden Robert Karlsson en Fredrik Jacobson was al na 13 holes afgelopen, de partijen tussen de Amerikanen  Dustin Johnson en Jim Furyk en tussen de Deen Thomas Bjørn en de Italiaan Francesco Molinari moesten door naar de 20ste hole, en de partij tussen de Amerikaan Brandt Snedeker en de Zuid-Afrikaan Retief Goosen moest nog langer doorgaan.
 Ernie Els heeft weer getoond dat hij een van de beste matchplay spelers is door Luke Donald, de nummer 1 van de wereld, net 5&4 te verslaan.
| WR | Winnaar            | Uitslag | WR | Verliezer          |
| -- | ------------------ | ------- | -- | ------------------ |
| 68 | Ernie Els          | 5&4     | 1  | Luke Donald (2001) |
| 35 | Peter Hanson       | 2&1     | 34 | Jason Dufner       |
| 51 | Kyle Stanley       | 2&1     | 17 | K.J. Choi          |
| 18 | Brandt Snedeker    | hole    | 50 | Retief Goosen      |
| 59 | Robert Rock        | 1 up    | 8  | Adam Scott         |
| 27 | Bo Van Pelt        | 3&2     | 42 | Mark Wilson        |
| 10 | Dustin Johnson     | hole 20 | 58 | Jim Furyk          |
| 43 | Francesco Molinari | hole 20 | 26 | Thomas Bjørn       |

| WR | Winnaar               | Uitslag | WR | Verliezer       |
| -- | --------------------- | ------- | -- | --------------- |
| 4  | Martin Kaymer         | 4&2     | 63 | Greg Chalmers   |
| 31 | David Toms (2005)     | 1 up    | 38 | Rickie Fowler   |
| 12 | Matt Kuchar           | 1 up    | 54 | Jonathan Byrd   |
| 21 | Bubba Watson          | 3&2     | 47 | Ben Crane       |
| 5  | Steve Stricker (2001) | 2&1     | 62 | Kevin Na        |
| 30 | Louis Oosthuizen      | 2&1     | 39 | Aaron Baddeley  |
| 55 | Y.E. Yang             | 2&1     | 13 | Graeme McDowell |
| 22 | Hunter Mahan          | hole 19 | 46 | Zach Johnson    |

| WR | Winnaar              | Uitslag | WR | Verliezer                 |
| -- | -------------------- | ------- | -- | ------------------------- |
| 2  | Rory McIlroy         | 2 up    | 66 | George Coetzee            |
| 36 | Anders Hansen        | 5&3     | 33 | Kyung-Tae Kim             |
| 52 | Miguel Ángel Jiménez | 2&1     | 16 | Sergio García             |
| 19 | Keegan Bradley       | 4&3     | 49 | Geoff Ogilvy (2006, 2009) |
| 7  | Jason Day            | hole 19 | 60 | Rafael Cabrera Bello      |
| 41 | John Senden          | 4&3     | 28 | Simon Dyson               |
| 11 | Charl Schwartzel     | 4&2     | 57 | Gary Woodland             |
| 44 | Sang-moon Bae        | 4&3     | 25 | Ian Poulter (2010)        |

| WR | Winnaar                     | Uitslag | WR | Verliezer            |
| -- | --------------------------- | ------- | -- | -------------------- |
| 3  | Lee Westwood                | 3&1     | 64 | Nicolas Colsaerts    |
| 32 | Robert Karlsson             | 6&5     | 37 | Fredrik Jacobson     |
| 13 | Nick Watney                 | 5&4     | 53 | Darren Clarke (2000) |
| 20 | Tiger Woods ('03, '04, '08) | 1 up    | 48 | Gonzalo Fz-Castaño   |
| 61 | Matteo Manassero            | 3&2     | 6  | Webb Simpson         |
| 40 | Martin Laird                | 1 up    | 29 | Alvaro Quiros        |
| 56 | Ryo Ishikawa                | 1 up    | 12 | Bill Haas            |
| 45 | Paul Lawrie                 | 1 up    | 23 | Justin Rose          |

### Donderdag 32 spelers
Matchplay geeft vaak onverwachte resultaten. Zo werd Ernie Els verslagen door Peter Hanson. Dat Bae de voormalige matchplay-winnaar Ian Poulter en de winnaar van de Masters Charl Schwartzel zou verslaan, werd ook niet verwacht.
| Winnaar         | Uitslag | Verliezer          |
| --------------- | ------- | ------------------ |
| Peter Hanson    | 5&4     | Ernie Els          |
| Brandt Snedeker | 2&1     | Kyle Stanley       |
| Mark Wilson     | 3&2     | Robert Rock        |
| Dustin Johnson  | 7&5     | Francesco Molinari |

| Winnaar        | Uitslag | Verliezer        |
| -------------- | ------- | ---------------- |
| Martin Kaymer  | 2 up    | David Toms       |
| Matt Kuchar    | 3&2     | Bubba Watson     |
| Steve Stricker | 1up     | Louis Oosthuizen |
| Hunter Mahan   | 5&3     | Y.E. Yang        |

| Winnaar              | Uitslag | Verliezer        |
| -------------------- | ------- | ---------------- |
| Rory McIlroy         | 3&2     | Anders Hansen    |
| Miguel Ángel Jiménez | 2&1     | Keegan Bradley   |
| John Senden          | 6&5     | Jason Day        |
| Sang-moon Bae        | 1 up    | Charl Schwartzel |

| Winnaar      | Uitslag | Verliezer        |
| ------------ | ------- | ---------------- |
| Lee Westwood | 3&2     | Robert Karlsson  |
| Nick Watney  | 1 up    | Tiger Woods      |
| Martin Laird | 2&1     | Matteo Manassero |
| Paul Lawrie  | 1 up    | Ryo Ishikawa     |

### Vrijdag 16 spelers
Het zelfvertrouwen van Peter Hanson zal sterk toegenomen zijn na het winnen van Ernie Els en Brandt Snedeker, die onlangs het Farmers Insurance Open won. Er zijn nu nog 7 Amerikanen, 7 Europeanen, een Koreaan en een Australiër over.
| Speler       | Uitslag | Speler          |
| ------------ | ------- | --------------- |
| Peter Hanson | 5&3     | Brandt Snedeker |
| Mark Wilson  | 4&3     | Dustin Johnson  |

| Speler       | Uitslag | Speler         |
| ------------ | ------- | -------------- |
| Matt Kuchar  | 4&3     | Martin Kaymer  |
| Hunter Mahan | 4&3     | Steve Stricker |

| Speler        | Uitslag | Speler               |
| ------------- | ------- | -------------------- |
| Rory McIlroy  | 3&1     | Miguel Ángel Jiménez |
| Sang-moon Bae | 1 up    | John Senden          |

| Speler       | Uitslag | Speler      |
| ------------ | ------- | ----------- |
| Lee Westwood | 3&2     | Nick Watney |
| Martin Laird | 3&1     | Paul Lawrie |

### Zaterdag: 8 spelers
In iedere groep zijn twee spelers overgebleven. Ze spelen de kwartfinale, de ronde die bepaalt wie in iedere groep de winnaar is.
| Speler      | Uitslag | Speler       |
| ----------- | ------- | ------------ |
| Mark Wilson | 4&3     | Peter Hanson |

| Winnaar      | Uitslag | Verliezer   |
| ------------ | ------- | ----------- |
| Hunter Mahan | 6&5     | Matt Kuchar |

| Speler       | Uitslag | Speler        |
| ------------ | ------- | ------------- |
| Rory McIlroy | 3&2     | Sang-moon Bae |

| Speler       | Uitslag | Speler       |
| ------------ | ------- | ------------ |
| Lee Westwood | 4&2     | Martin Laird |

### Zondag: 4 spelers
Een mooie halve finale tussen de nummers 2 en 3 van de wereldranglijst, Rory McIlroy en Lee Westwood. De andere partij is tussen twee Amerikanen. Daardoor staat al vast dat er eindelijk weer eens een Amerikaan in de finale komt.

Lee Westwood stond de eerste zeven holes voor op Rory McIlroy, maar toen maakte Rory een paar birdies. Hij won de partij na hole 17.
- Zie ook het speelschema[dode link].

| Winnaar Ben Hogan | Uitslag | Winnaar Bobby Jones |
| ----------------- | ------- | ------------------- |
| Hunter Mahan      | 2&1     | Mark Wilson         |

| Winnaar Gary Player | Uitslag | Winnaar Sam Snead |
| ------------------- | ------- | ----------------- |
| Rory McIlroy        | 3&1     | Lee Westwood      |

| Speler      | Uitslag | Speler       |
| ----------- | ------- | ------------ |
| Mark Wilson | 1 up    | Lee Westwood |

| Finalist     | Uitslag | Finalist     |
| ------------ | ------- | ------------ |
| Hunter Mahan | 2&1     | Rory McIlroy |

De Finale
De finalisten

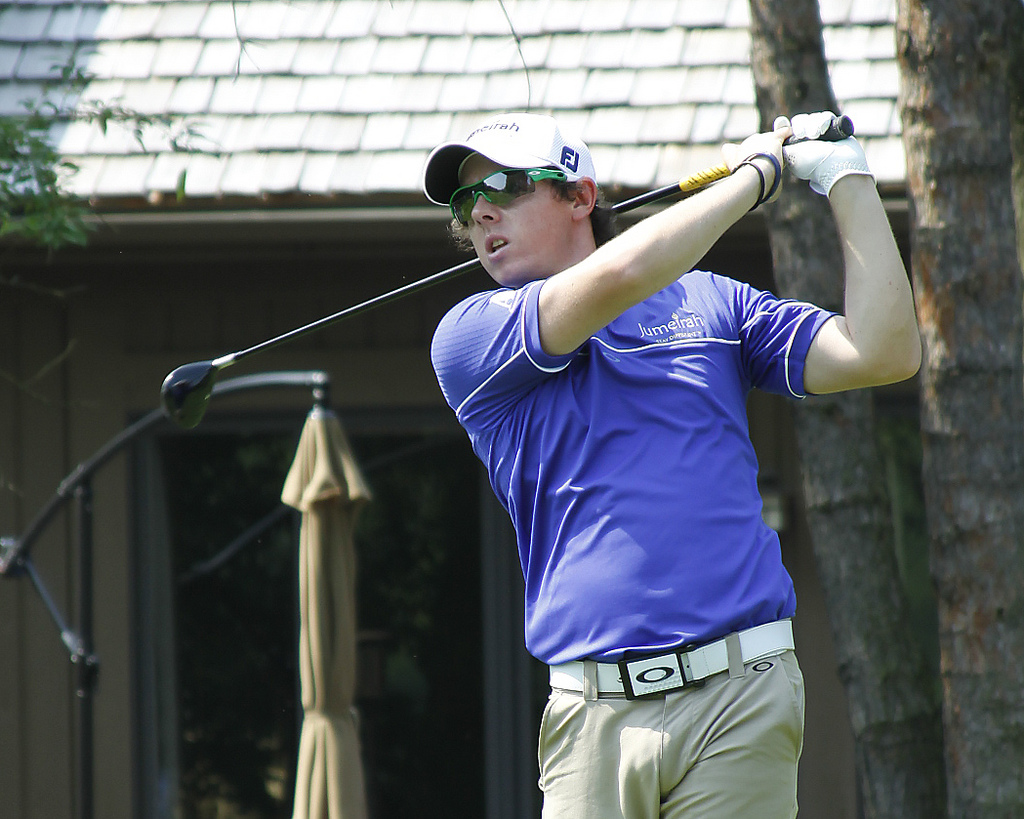
Rory McIlroy

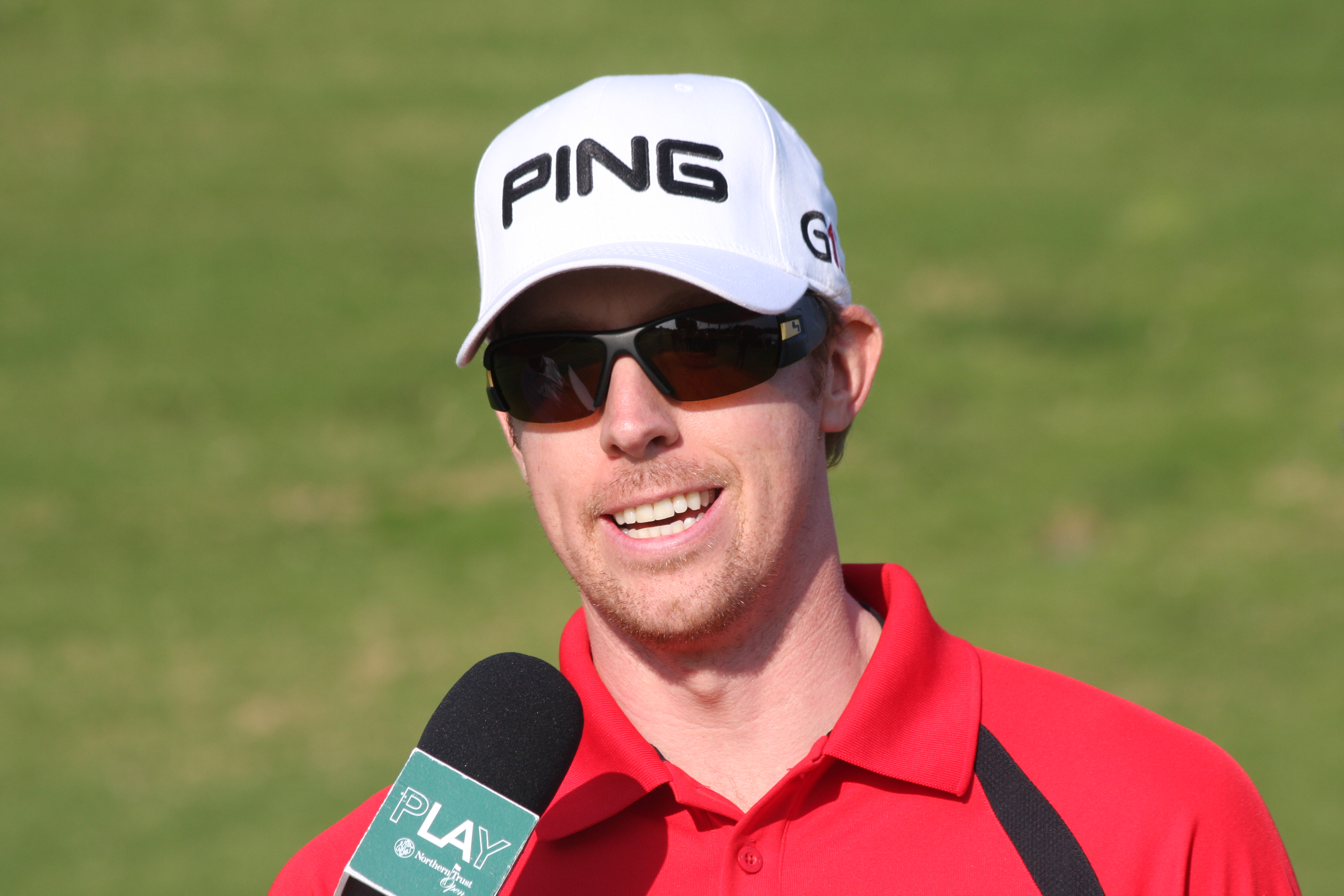
Hunter Mahan

Om de finale te bereiken hebben beide spelers vijf rondes gespeeld, voor McIlroy waren dat 84 holes en voor Mahan 78 holes. De 22-jarige McIlroy staat nummer 2 op de wereldranglijst, de 29-jarige Mahan nummer 22, in matchplay zegt dat niet zoveel.
De vier spelers hebben een korte lunchpauze, dan wordt de troostfinale tussen Mark Wilson en Lee Westwood gespeeld en de finale tussen Rory McIlroy en Hunter Mahan.
De winnaar van deze finale zal ruim een € 1.000.000 verdienen, ongeveer € 400.000 meer dan de verliezer. Nummer 3 krijgt ongeveer € 440.000 en nummer 4 ongeveer € 360.000. De spelers die er de eerste ronde al uitlagen, krijgen toch nog € 33.000.
Troostfinale
Wilson stond vanaf hole twee steeds 1 of 2 up. Dat bleef zo tot het einde, hij won op de 18de hole met 1 up.   
Finale
De eerste vijf holes van de finale gingen gelijk op. Na hole 9 stond Mahan 3up. Hij won  met 2&1.

## Spelers
De spelers die op 13 februari in de top-64 staan van de Official World Golf Ranking zullen meedoen. Er doen 31 spelers van de Europese Tour mee. 
| - Aaron Baddeley - Sang-moon Bae - Thomas Bjørn - Keegan Bradley - Jonathan Byrd - Rafael Cabrera Bello - Greg Chalmers - KJ Choi - Darren Clarke - George Coetzee - Nicolas Colsaerts - Ben Crane - Jason Day - Luke Donald - Jason Dufner - Simon Dyson | - Ernie Els - Gonzalo Fz-Castaño - Rickie Fowler - Jim Furyk - Sergio García - Retief Goosen - Bill Haas - Anders Hansen - Peter Hanson - Ryo Ishikawa - Fredrik Jacobson - Miguel Ángel Jiménez - Dustin Johnson - Zach Johnson - Robert Karlsson - Martin Kaymer | - Kyung-Tae Kim - Matt Kuchar - Martin Laird - Paul Lawrie - Hunter Mahan - Matteo Manassero - Graeme McDowell - Rory McIlroy - Francesco Molinari - Kevin Na - Geoff Ogilvy - Louis Oosthuizen - Ian Poulter - Alvaro Quiros - Robert Rock - Justin Rose | - Charl Schwartzel - Adam Scott - John Senden - Webb Simpson - Brandt Snedeker - Kyle Stanley - Steve Stricker - David Toms - Bo Van Pelt - Nick Watney - Bubba Watson - Lee Westwood - Mark Wilson - Gary Woodland - Tiger Woods - Y.E. Yang |

Paul Casey heeft afgezegd wegens een schouderblessure, Phil Mickelson wegens een familievakantie. Daardoor kunnen Ernie Els en George Coetzee meedoen.